# 英國陸軍游騎兵團
陸軍游騎兵團（Ranger Regiment）是英國陸軍於2021年12月1日在未來士兵改革下成立的具備特種作戰能力單位，它目前是陸軍特種作戰旅（Army Special Operations Brigade）的一部份。
該單位是以執行外國內部防務及非常規作戰任務為前提下創立，其功用類似於美國陸軍特種部隊。

## 任務
據Forces News所指，陸軍游騎兵團將會執行傳統上由英國特種部隊（特種空勤團和特別舟艇隊）所負責的任務 。
2022年初期，該團的士兵被派往烏克蘭訓練當地軍隊。2022年2月，該團被部署到加納跟該國特種部隊進行聯合演練，並協助他們消除在邊境地區的威脅。

## 部隊編制
- 第1營：前身為皇家蘇格蘭邊民營，總部位於北愛爾蘭貝爾法斯特[10]的宮殿軍營（英语：Palace Barracks）。該營主要負責在西非執行任務[11]。
- 第2營：前身為威爾士王妃皇家軍團（英语：Princess of Wales's Royal Regiment），總部位於素裡灰谷（英语：Ash Vale）的基奧軍營（英语：Keogh Barracks）[12]。該營主要負責在東非執行任務[11]。
- 第3營：前身為蘭開斯特公爵軍團（英语：Duke of Lancaster's Regiment），目前總部位於皮爾布賴特的伊麗莎白軍營，並將於2027年轉移到奧爾德肖特駐軍[10]。該營主要負責在歐洲執行任務[11]，並曾於2022年部署到烏克蘭替當地軍隊提供反坦克訓練[13]。
- 第4營：前身為來福槍步兵團，總部位於奧爾德肖特駐軍的諾曼底軍營。[11]該營主要負責在中東執行任務。
- 增強連

## 已知裝備

### 個人武器

#### 突擊步槍
| 武器名稱 | 原產地 | 備註 |
| -------- | ------ | ---- |
| L119A1   | 加拿大 | -    |
| L403A1   | 美国   | -    |

#### 狙擊步槍
| 武器名稱 | 原產地 | 備註 |
| -------- | ------ | ---- |
| L129A1   | 美国   | -    |

#### 手槍
| 武器名稱 | 原產地 | 備註 |
| -------- | ------ | ---- |
| L131A1   | 奥地利 | -    |
| L137A1   | 奥地利 | -    |

### 個人裝備
- 作戰服
  -  多地形樣式（MTP）個人服裝系統
  -  Crye Precision G4作戰服（Multicam／MTP樣式）
- 防彈頭盔
  -  Mk 8（Revision／Galvion Batlskin Cobra Plus）
  -  Ops-Core FAST Maritime（Multicam塗裝）
- 抗噪耳機
  -  3M Peltor Comtac XPI
  -  Ops-Core AMP
- 攜板背心
  -  Crye Precision AVS（Multicam樣式）
  -  Crye Precision JPC 2.0（Multicam樣式）
  -  維圖斯可延伸式背心
- 夜視儀
  -  AN/PVS-31
- 無線電

## 另見
- 第75游騎兵團
- 美國陸軍特種部隊
- 英國特種部隊